# Бодюл Іван Іванович
Іван Іванович Бодюл (рум. Ivan Bodiul; 3 січня 1918, село Олександрівка, Єлисаветградський повіт, Херсонська губернія, Українська Народна Республіка — 27 січня 2013, Москва, Росія) —  молдовський радянський державний діяч, перший секретар ЦК КП Молдавії, заступник голови Ради міністрів СРСР. Доктор філософських наук (1978). Член ЦК КПРС у 1961—1986 роках. Депутат Верховної Ради СРСР 5—11-го скликань.

## Життєпис
Народився 21 грудня 1917 (3 січня 1918) року в селі Олександрівка Херсонської губернії (тепер — Вознесенського району Миколаївської області) в селянській родині.
Закінчив у 1937 році Вознесенський агротехнікум Миколаївської області. З 1937 по 1938 рік працював старшим агрономом колгоспу Вознесенського району.
У 1938—1942 роках — слухач Військово-ветеринарної академії РСЧА в Москві.
Член ВКП(б) з 1940 року.
Після закінчення академії з 1942 по 1946 рік служив у регулярній армії: начальник ветеринарної служби 127-го гвардійського артилерійського полку 59-ї гвардійської стрілецької дивізії (1942—1944), начальник ветеринарної служби 59-ї гвардійської стрілецької дивізії 10-го гвардійського стрілецького корпусу (1944—1945), начальник ветеринарної служби 10-го гвардійського стрілецького корпусу 40-ї армії (1945—1946).
У 1946—1948 роках — старший помічник начальника сільськогосподарської групи Ради міністрів Молдавської РСР.
У 1948—1951 роках — контролер Ради у справах колгоспів при уряді СРСР по Молдавській РСР.
У 1951—1952 роках — 1-й секретар Кишинівського районного комітету КП(б) Молдавії.
У 1952—1954 роках — директор Молдавського республіканського Будинку агронома.
У 1954—1956 роках — 1-й секретар Волонтирівського районного комітету КП Молдавії.
У 1956 році — 1-й секретар Олонештського районного комітету КП Молдавії.
У 1956—1958 роках — слухач Вищої партійної школи при ЦК КПРС.
У 1958—1959 роках — інструктор відділу організаційно-партійної роботи ЦК КПРС.
15 квітня 1959 — 29 травня 1961 року — 2-й секретар ЦК КП Молдавії.
29 травня 1961 — 22 грудня 1980 року — 1-й секретар ЦК КП Молдавії.
19 грудня 1980 — 30 травня 1985 року — заступник голови Ради міністрів СРСР.
З травня 1985 року — персональний пенсіонер союзного значення в Москві. Проживав у Москві і на дачі в Підмосков'ї.
Помер 27 січня 2013 року. Похований в Москві на Троєкуровському цвинтарі.

## Сім'я
- Дружина — Клавдія Петрівна (1925—1987), українка, родом з Дніпропетровська.
- Донька Наталія Бодюл — режисерка анімаційного кіно, співавторка музичного фільму «Марія, Мирабела».
- Донька Світлана — органістка, чоловік — дипломат, працював на Мальті, двоє дочок з сім'ями живуть в Італії.

## Нагороди і звання
- чотири ордени Леніна (2.01.1968, 2.01.1978,)
- орден Вітчизняної війни І ст (11.03.1985)
- два ордени Червоної Зірки (26.06.1943; 14.09.1945)
- орден «Знак Пошани»
- орден Республіки  (2003) — за тривалу і плідну працю у вищих органах державної влади, за значний внесок у розвиток Республіки Молдова та в зв'язку з 85-річчям
- медалі